# Dasia grisea
Espèce
Synonymes
- Tiliqua grisea Gray, 1845
- Mabuia saravacensis Bartlett, 1895
- Dasia moultoni Barbour & Noble, 1916

Dasia grisea est une espèce de sauriens de la famille des Scincidae.

## Répartition
Cette espèce se rencontre :
- aux Philippines sur les îles de Mindoro, de Marinduque, de Semirara et de Luçon;
- en Indonésie sur l'île de Sumatra ;
- à Singapour ;
- au Malaisie orientale au Sarawak ;
- en Malaisie péninsulaire.

## Publication originale
- Gray, 1845 : Catalogue of the specimens of lizards in the collection of the British Museum, p. 1-289 (texte intégral).